# Giarre
Giarre é uma comuna italiana da região da Sicília, província de Catania, com cerca de 26.402 habitantes. Estende-se por uma área de 27 km², tendo uma densidade populacional de 978 hab/km². Faz fronteira com Acireale, Mascali, Milo, Riposto, Sant'Alfio, Santa Venerina, Zafferana Etnea.

## Demografia
| Variação demográfica do município entre 1861 e 2011                               |
|                                                                                   |
| Fonte: Istituto Nazionale di Statistica (ISTAT) - Elaboração gráfica da Wikipedia |